# دايتون أوبراين
دايتون أوبراين (بالإنجليزية: Dayton O'Brien)‏ (29 أكتوبر 1983 في الولايات المتحدة - ) هو لاعب كرة قدم أمريكي في مركز الوسط. لعب مع كولومبوس كرو وMinnesota Thunder ‏ وCape Cod Crusaders ‏ وMemphis Express (soccer) ‏ وأتلانتا سيلفرباكس.

## وصلات خارجية
- دايتون أوبراين على موقع قاعدة بيانات كرة القدم.إي يو (الإنجليزية)